# 趙德存
紀國公趙德存（982年—1011年7月7日），字安世，祖籍涿郡（今河北省保定市清苑縣）人，宋朝宗室、魏悼王趙廷美的第十子。

## 生平
趙德存早年跟隨父親趙廷美被徙置房陵，淳化元年（990年），朝廷授他右千牛衛將軍一職，後曾任驍衞、奬州刺史及左羽林將軍。
大中祥符四年（1011年），趙德存去世，贈封洮州觀察使，追封姑臧侯，後改為紀國公。

## 家族

### 祖父母
- 趙弘殷，宋宣祖昭武皇帝
- 昭憲太后杜氏

### 父母
- 趙廷美，魏悼王
- 张氏，楚國夫人，張令鐸女

### 子女
- 趙承衍，河東和惠王（贈）